# 新加坡樟宜机场历史
新加坡樟宜机场是新加坡的主要民用机场，也是东南亚最大的航空枢纽之一。它位于樟宜商业中型东北角约17.2（10.7英里）处，占地13平方（5.0平方英里）。

## 建设背景
位于巴耶利峇的新加坡国际机场是新加坡继实里达机场（1930年至1937年的主要民用机场）和加冷机场（1937年-1955年）之后的第三个主要民用机场，1955年投入商用，只有一条跑道和一个小航站楼。随着全球航空运输的增长，机场日趋不敷使用。到1970年代，它无法应对不断增长的旅客量。年乘客人数从1955年的三十万人，到1970年，已经达到170万人，到1975年，更是达到了四百万人。
政府有两个选择：扩建巴耶利峇机场或另辟蹊径，建新机场。经过广泛研究，1972年根据英国航空顾问的建议，决定在既有的巴耶利峇机场加建二号跑道并改扩建现有航站楼。然而，一年后（1973年），因石油危机爆发导致的客流下降使机场问题不再迫在眉睫，因此再次对机场前途问题进行审查。

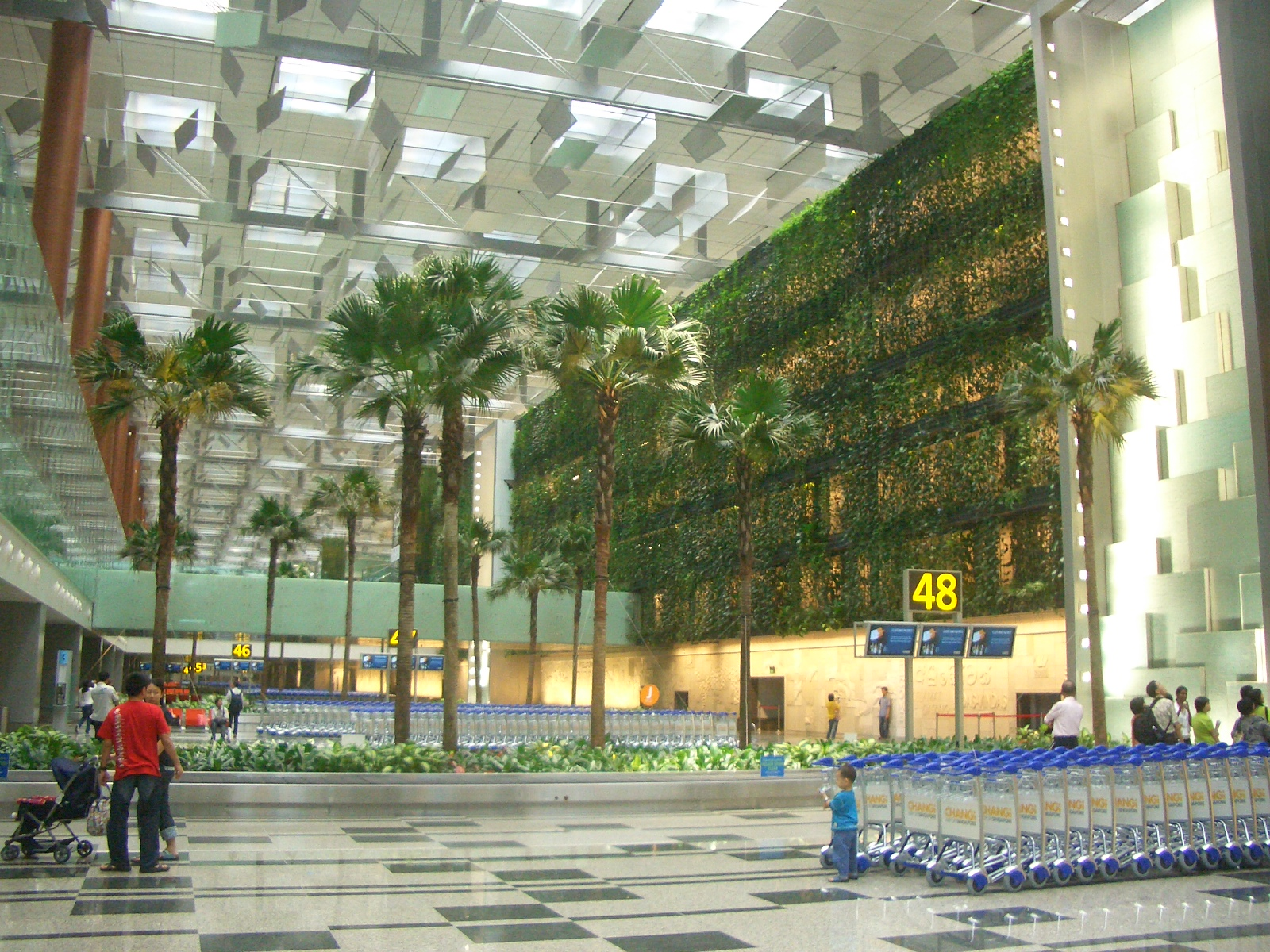
行李收集点；图中右侧绿墙跨度为300 m，使用了25 种攀缘植物。

由于担心现有机场将会被建筑物包围，政府随后于1975年决定在樟宜东端现有空军基地旁第一些地块新建机场，新机场的用地只需填海便可获得。然而，随着交通量增加，原定的机场计划还需要分多期进行。此外，飞机一起飞就会飞向海洋，使居民区免受噪音污染之苦，并有助于减少航空事故对地面的影响。巴耶利峇机场在樟宜机场通航后改为军用。

## 建造

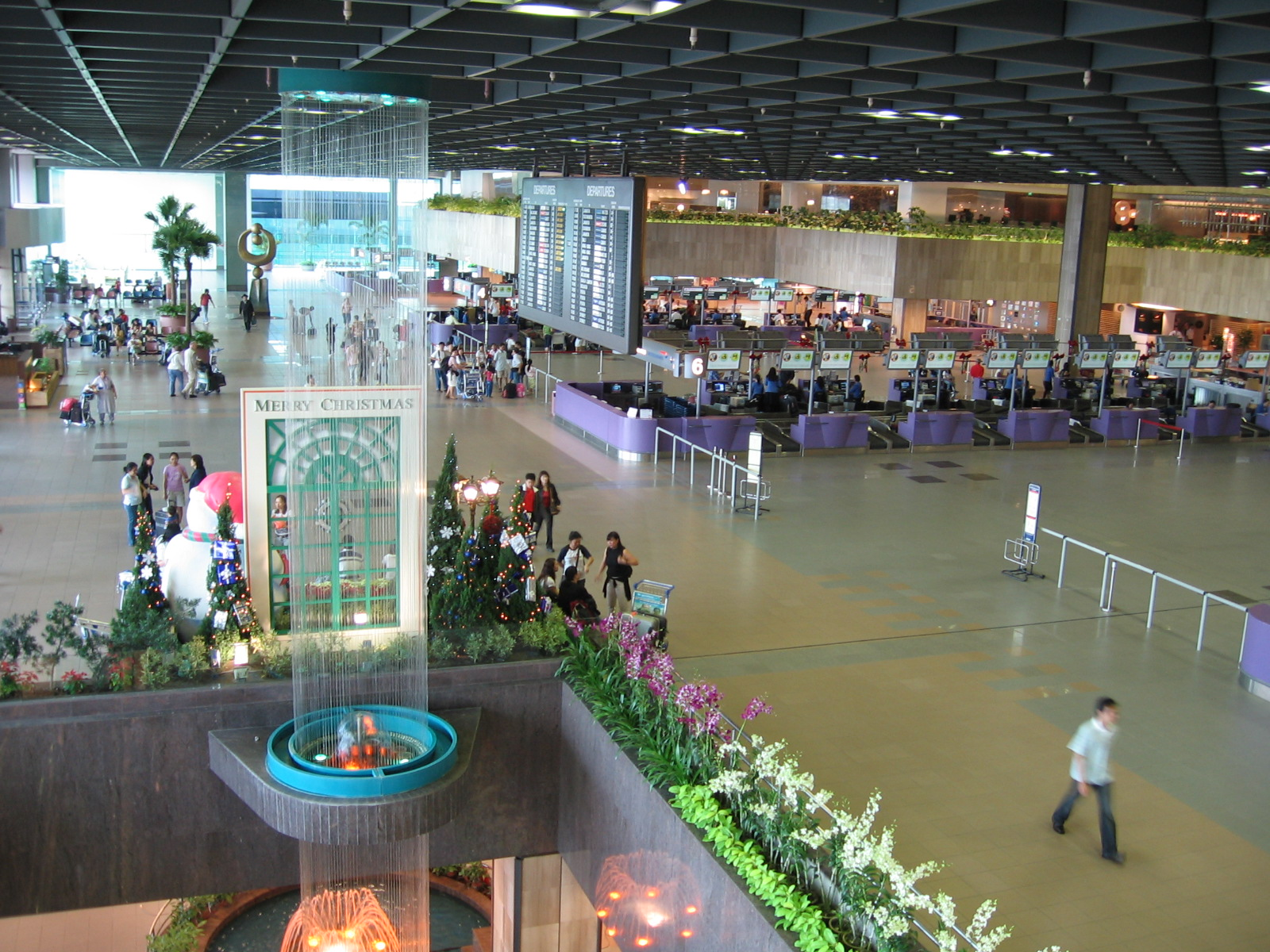
一号航站楼出发大堂

樟宜机场最初的总体规划包括分两期新建两座航站楼和双跑道，并预留两座航站楼的空间。第一阶段包括建造一座航站楼、一条跑道、45个停机位、地勤及机场维护设施，包括一个大型维修机库、机场消防站、车间和行政办公室、一个空运枢纽、两个货运大楼、航食厨房和高80米（260英尺）的塔台。二期工程在第一阶段投运后立即开工，包括第二跑道、除了既有45个停机位外，另新建23个停机位、第二消防站和第三货运大楼。
1975年6月，虽然巴耶利峇机场还在扩建，但填海工程已经使用了52,000,000 m3（68,000,000 cu yd）的土地资源和垃圾。平定了约2 km2（490 acre）的沼泽地，又从山丘挖来12,000,000 m3（16,000,000 cu yd）的泥土填海，还使用了40,000,000 m3（52,000,000 cu yd）的沙子。并修建运河以排空雙溪丹那美拉勿剎、Sungei Ayer Gemuroh和Sungei Mata Ikan三河。填海工程合集开垦了870 ha（2,100 acre）土地，总占地达到1300公顷。其中200 ha（490 acre）使用垃圾填成，海底填埋则增加了670 ha（1,700 acre）的可用土地。
耗资约13亿新元的樟宜机场一期工程于1981年7月1日投入商用，第一架降落在樟宜机场的航班为从吉隆坡飞往新加坡的新航101号航班，搭载140名旅客，于协调世界时上午七时抵达。5个月后的1981年12月29日，机场正式投运，当年旅客吞吐量为1210万、运输200,000吨空运货物和，飞机起降架次为63100架。 1981年，DFS取得樟宜机场免税店专营权，直至2020年6月。它是樟宜机场规模最大、运营时间最久的租户。二期工程的部分区域在接下来的几年中逐步开放，九年后的1990年，二号航站楼设计最高吞吐量实际低于当时的客流量。

### 扩建工程

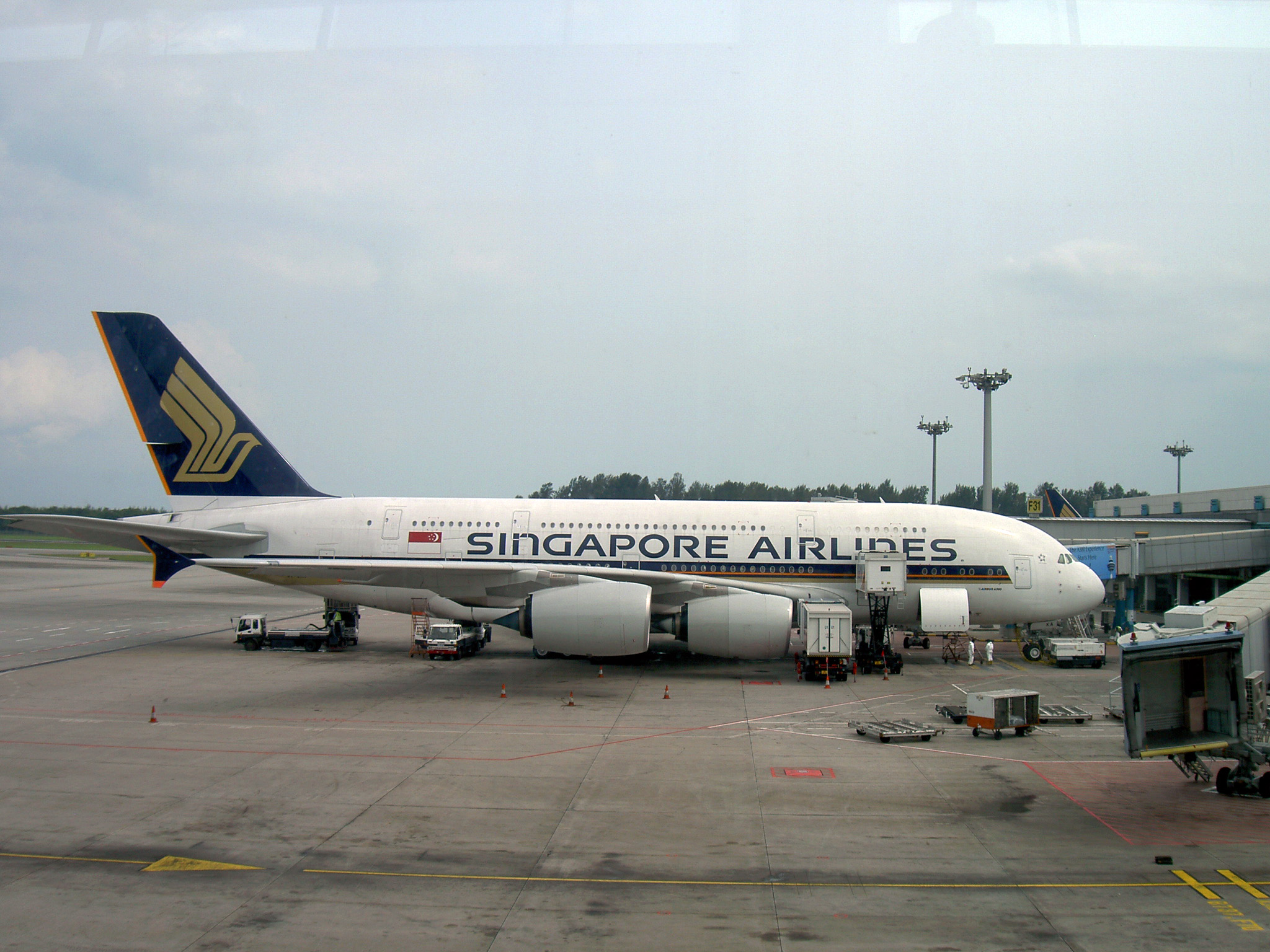
新加坡航空的空中客车A380（注册号：9V-SKA）停在二号航站楼

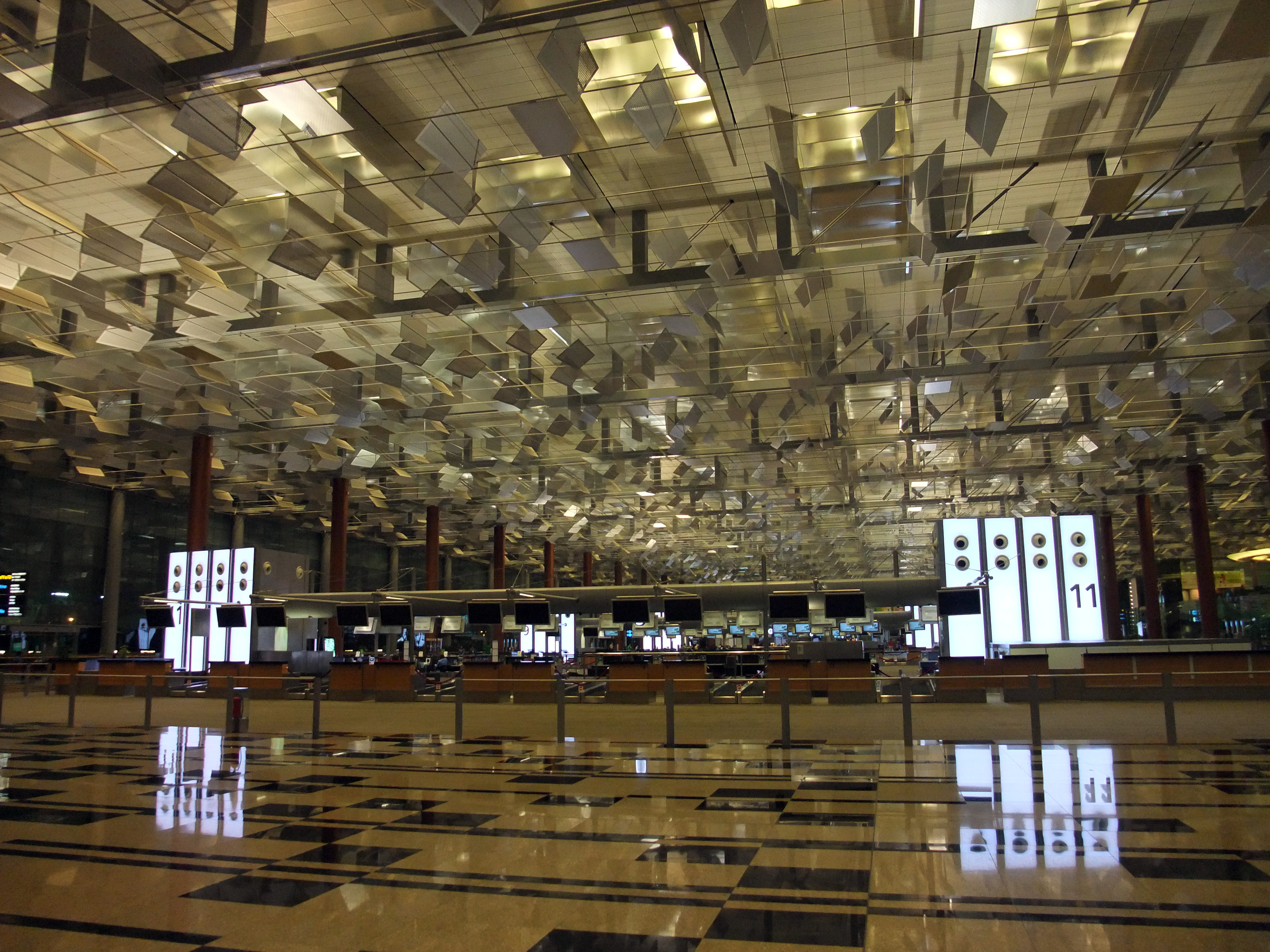
三号航站楼值机柜台；圆孔是空调通风口——它们放置在较低位置以使冷气快速扩散

新加坡樟宜机场的发展政策大多提前开始，以保持高服务标准并避免拥堵问题。虽然最初的总体规划只计划建设两座航站楼，但已经制定了长期计划，包括为配置与二号航站楼相仿的三号航站楼预留的空间。然而，在随后对三号航站楼规划的审查中产生了与既有两座航站楼的功利主义设计不同的理念。由SOM建築設計事務所为三号航站楼设计了一个独特的顶层，临近的一块地皮为皇冠假日酒店所用。
在计划1996年12月获准，三号航站楼于1999年开始建设，预计成本为17.5亿新加坡元。三号航站楼原定于2006年投运，但因非典疫情导致客流量下降，航站楼延迟两年启用。建成后，航站楼将机场的最高吞吐量增加2200万人次，合计每年6600万人次。2006年5月30日，航站楼封顶，2007年11月12日至2007年12月9日间向游客开放。11月12日至次年1月3日进行试飞，期间对行李处理、值机和地勤系统进行调试工作。该航站楼于2008年1月1日投运，从旧金山经香港抵达新加坡的新航1号航班于新加坡时间11时56分抵达，并停靠三号航站楼，新航318号航班于当地时间13时15分从三号航站楼出港。
航空业不断变化的需求导致对总体规划的审查，从而决定新建迎合航空旅行业的高端和商务旅客的航站楼。虽然率先提出了低成本航站楼的方案，但低成本航站楼直至2006年3月26日投运，2006年10月31日方正式启用。由JetQuay运营的专用独立“商务贵宾”航站楼，于2006年8月15日开始运营，并于2006年9月29日正式投用。它是亚洲第一个贵宾航站楼。
为迎接空客A380，机场耗资6000万新加坡元开始了早在1990年代就有计划的改建工程。其中包括新建19个可停靠大型飞机的机坪，其中8个分配给三号航站楼。行李傳送帶、跑道和滑行道进行改扩建，新建两个货运飞机机坪和两个远机位。跨越机场路通往航站楼的两座滑行道桥也在两侧加装防护罩以免喷气飞机爆炸时牵连道路上的机动车。2005年11月11日，该机场成为欧洲以外第一个接受A380兼容测试的机场，并且是世界上第一个试验三空桥的机场。
1号航站楼的大规模改造工程于2008年1月1日开始，规模与二号航站楼相似，工程于2012年1月1日结束。改建后的登机报到区的一大亮点是增加了世界上最大的动态艺术雕塑“动雨”，由1,216个青铜水滴组成，它们每天都会随着系统的设置而移动。
2007年1月，机场宣布将耗资5000万新加坡元改造既有的两条跑道和滑行道，同时改进樟宜机场的安全系统，例如访问控制和监控器材，以提高机场的安全系数。交通部长林双吉还补充说，机场的“软件”也必须改进。三号航站楼于2007年进行试营运，为2008年的投运进行预备工作。2008年5月至2012年7月间耗资五亿新加坡元更新一号航站楼的设施。
2006年，长2,750米（9,020英尺）的短跑道在樟宜空军基地（东）启用，这是为机场对未来更大客流的预留措施。这将是未来几十年现有机场面积可能翻倍的首要部分。
2012年3月1日，樟宜机场集团宣布于2012年9月关闭既有低成本航站楼以将其扩建为四号航站楼，设计年旅客吞吐量为1600万。新航站楼的设计将灵活地满足全方位服务并满足低成本航空公司的运营需求，并可处理各类宽体和窄体飞机。除了高效的旅客处理和飞机的快速周转外，新航站楼还将提供多种零售和餐饮产品以及旅客设施，以更好地满足旅客的需求。
2012年3月7日，交通部长杨莉明在议会宣布，在既有一号航站楼旁新建多层综合体建筑。该设施将容纳专用设施，以满足飞行巡航和飞行教练用户的需求。准备好后，一号航站楼的年吞吐量从原先的2100万人次提升至2400万人次。
最近，樟宜机场还宣布计划在未来三年内减少航站楼耗电量并部署水循环系统以促进可持续发展。目前，樟宜机场每年航站楼用电量约为4.5亿千瓦时。而目标是将樟宜机场航站楼用电量减少1350万千瓦时，预计未来三年可节约240万新加坡元。
由交通部长杨莉明领导的一个由十名成员组成的多机构委员会一直为樟宜机场的长远发展进行规划，其中包括用18个月建设五号航站楼——机场最大的客运设施，三号跑道（客货运混用）和其他配套基础设施的计划。
樟宜机场集团于2013年8月19日宣布，将在一号航站楼前的停车场新建一个综合体建筑，预计可优化3.5公顷的土地。新设施于2014年12月动工。新建的综合体建筑物定名为“星耀樟宜”，该建筑提供航空和旅游相关设施、各种零售产品以及独特的休闲景点。改扩建工程还包括扩建一号航站楼的到达大厅、行李提取区和出租车站，预计最高吞吐量可达2400万人次。樟宜将与凯德集团就星耀樟宜的概念和计划展开合作。该综合体建成后，预计樟宜和凯德集团将建立合资伙伴关系，以开发和管理星耀樟宜计划。根据设计方案，旅客在机场大道或空中都可以看到该建筑物。滨海湾金沙的建筑师摩西·萨夫迪领导的设计顾问团参与星耀樟宜的设计。该综合体的一个特色将是一个带有瀑布的大型室内花园，并以此作为衔接一、二、三号航站楼的节点。
因星耀樟宜工程，一号航站楼前的露天停车场于2014年11月12日关闭，原先停靠在一号航站楼停车场的车辆转场至二号航站楼停车场的2B区域并改名一号航站楼停车场，2A区域更名二号航站楼停车场。同时，一号航站楼现有抵港接机点也改到他处。
| 航空公司             | 1981年 | 1990年 | 2010年 | 2015年 | 2016年 | 2017年 |
| -------------------- | ------ | ------ | ------ | ------ | ------ | ------ |
| 旅客吞吐量（万人次） | 810    | 1560   | 4200   | 5540   | 5870   | 6220   |
| 空运起降（万吨）     | 19.3   | 62.38  | 181    | 185    | 196    | 213    |
| 通航国家/地区        | 43     | 53     | >60    | >80    | >80    | 90     |
| 通航城市             | 67     | 111    | >200   | >320   | >380   | 400    |
| 定期航空公司         | 34     | 52     | >100   | >100   | >100   | >100   |
| 每周定期航班         | ≈1,200 | ≈2,000 | >5,400 | >6,800 | >7,000 | 7,200  |

2017年10月31日，四号航站楼投运，设21个近机位和8个远机位。国泰航空和亚洲航空转场至四号航站楼。
2019年4月17日，星耀樟宜启用。
2019年8月， DFS宣布将不再续签自1981年以来在樟宜机场的免税特许权。DFS是樟宜机场最大、最古老的租户。烟酒相关规定的修订是DFS决定撤出新加坡的原因，特许权最终于2020年6月到期。2019年10月，樟宜机场宣布韩国旅游零售商乐天免税店将接手特许经营权，合同期限六年。特许权包括分布在四座航站楼的全部十八间烟酒店，空间合计约为8000平方米，这将是乐天在亚太地区最大的业务。但装修工程只能在废除因2019冠状病毒病设置的熔断措施后方可展开。

## 对2019冠狀病毒病的应对措施
因应2019冠状病毒病疫情对航空业的冲击，樟宜机场集团宣布将整合服务以优化资源并降低航司在樟宜机场的成本，二号航站楼于2020年4月7日停运。因客流低迷，四号航站楼于2020年4月21日暂停服务，2020年5月16日开始更是彻底停摆。直至有计划开放游客入境计划进行到第三阶段为止。所有航站楼于2022年5月29日重新开放。
此外，由于机场有旅客验出变种，其他次要航站楼在2021年5月至2021年8月31日期间施行临时管制。星耀樟宜于6月14日重新开放，第一、第三航站楼于2021年9月1日重新开放。

## 事故
- 1991年3月26日：由新加坡航空持有的空客A310在执飞吉隆坡到新加坡的117号航班时遭四名男子劫持。劫机者希望飞机加油以确保油量足以抵达澳大利亚。当飞机降落在新加坡时，突击队员冲进飞机，击毙四名巴基斯坦劫机者，机上其他人员全数生还[27]。
- 2010年11月4日：一家由澳洲航空所有的空客A380（南希·伯德·沃尔顿号，VH-OQA）在执飞32号航班时，左侧的二号发动机出现严重故障。最终航班安全降落，机上440名乘客和24名机组人员全数生还。故障发动机的部分整流罩在巴淡被发现[28]。

## 认可
自1981年通航以来，樟宜机场已成为航空业卓越服务的标杆，迄2015年，樟宜机场以获得五百余项奖项。这一连胜势头有增无减，虽然机场历史悠久，但仍斩获2006年度Skytrax最佳机场奖。樟宜机场应对老化的努力包括定期对其现有航站楼进行物理升级、建设新设施和提高服务质量的基准，这绝非一朝一夕可达成，樟宜在这些方面依然超越其他机场。

### 荣誉
| 年份 | 奖项                       | 类别                                    | 排名 | 参考文献 |
| ---- | -------------------------- | --------------------------------------- | ---- | -------- |
| 2009 | 国际机场协会机场服务质量奖 | 世界最好的机场                          | 2    | [ 31 ]   |
| 2009 | 国际机场协会机场服务质量奖 | 亚太地区最好的机场                      | 2    | [ 31 ]   |
| 2009 | 国际机场协会机场服务质量奖 | 按规模划分的最佳机场（2500~4000万乘客） | 2    | [ 31 ]   |
| 2010 | 国际机场协会机场服务质量奖 | 全球最佳机场                            | 2    | [ 32 ]   |
| 2011 | 国际机场协会机场服务质量奖 | 全球最佳机场                            | 2    | [ 33 ]   |
| 2012 | 国际机场协会机场服务质量奖 | 按规模划分的最佳机场（超过4000万乘客）  | 1    | [ 34 ]   |
| 2013 | 国际机场协会机场服务质量奖 | 按规模划分的最佳机场（超过4000万乘客）  | 1    | [ 35 ]   |
| 2014 | 国际机场协会机场服务质量奖 | 按规模划分的最佳机场（超过4000万乘客）  | 1    | [ 36 ]   |

### 世界机场奖排名
| 排名 | 年份                           |
| ---- | ------------------------------ |
| 1    | 2000,2006,2010,2013–2019       |
| 2    | 2002–2005, 2007–2008,2011–2012 |
| 3    | 2001, 2009                     |

- 2013-2019年：连续7年全球最佳机场
- 2000-2019年：连续20年全球机场前3
- 2008-2017年：最佳机场休闲设施
- 2010年，2013-2017年：亚洲最佳机场
- 2008年：最佳机场免税购物奖
- 2008：年最佳机场餐饮奖
- 2011-2012年：最佳国际中转机场
- 2013–2017年：最佳机场（服务旅客量逾5000万）

### 星级排名
- 五星级机场，Skytrax“世界机场星级排名”中的最高评级[50]。